# San Pedro Atmatla
San Pedro Atmatla är en ort i Mexiko.   Den ligger i kommunen Zacatlán och delstaten Puebla, i den sydöstra delen av landet, 130 km öster om huvudstaden Mexico City. San Pedro Atmatla ligger 2 109 meter över havet och antalet invånare är 1 809.
Terrängen runt San Pedro Atmatla är varierad. Runt San Pedro Atmatla är det ganska tätbefolkat, med 54 invånare per kvadratkilometer. Närmaste större samhälle är Zacatlán, 2,8 km norr om San Pedro Atmatla. Omgivningarna runt San Pedro Atmatla är en mosaik av jordbruksmark och naturlig växtlighet.